# Malhotice
Malhotice (in tedesco Malhotitz) è un comune della Repubblica Ceca facente parte del distretto di Přerov, nella regione di Olomouc.